# Hyltena
Hyltena är en mindre bebyggelse i Barnarps socken, Jönköpings kommun belägen någon mil söder om Jönköping. Hyltena ligger alldeles intill Lovsjön och det finns även en avfart från motorvägen som också den ligger alldeles intill. Där finns ett bostadsområde med många sommarstugor, men en del används även som åretruntstugor.